# Camila (telenovela colombiana)
Camila es una telenovela colombiana realizada por Producciones JES y transmitida por la Cadena Uno en 1987. Es una historia original de Ligia Lezama, protagonizada por la actriz venezolana Mayra Alejandra y el actor colombiano Germán Rojas.

## Sinopsis
Camila, una joven que ha pasado 14 años de su vida en un convento, y Emiliano, periodista, habrán de luchar contra muchas adversidades antes de coronar su sueño de amor. La persecución de un hombre que tiene un amor enfermizo hacia Camila y las intrigas de una prima de la joven, serán los principales obstáculos a su felicidad.

## Producción
Las grabaciones empezaron en Bogotá a finales de junio de 1986 y, aunque la fecha inicialmente prevista para su lanzamiento era el 12 de agosto del mismo año, finalmente se estrenó a principios del año siguiente, el 5 de enero de 1987 a las 8:30 p. m..La telenovela tuvo 25 capítulos y terminó el 8 de junio de 1987.

## Elenco
- Mayra Alejandra - Camila Visconti
- Germán Rojas - Emiliano Camargo
- Orlando Bonell
- Víctor Hugo Cabrera
- Dora Cadavid
- Marisol Correa
- Yolanda García - Maruma
- Lucy Martínez
- Socorro Ortega
- Hugo Pérez
- Stella Rivero
- Martha Liliana Ruiz
- José Saldarriaga
- Stella Suárez
- Diego Álvarez